# Петрушин Володимир Олександрович
Володимир Олександрович Петрушин (рос. Владимир Александрович Петрушин; 1 квітня 1986, Хабаровський край — 24 червня 2022, Рязань) — російський військовий льотчик, підполковник ПКС РФ. Герой Російської Федерації.

## Біографія
В 2003 році закінчив середню загальноосвітню школу №38 в Орську і вступив на 4-й факультет військово-транспортної і дальньої авіації Краснодарського військового авіаційного інституту (з 2004 року — Краснодарське вище військове авіаційне училище). Після закінчення училища в 2008 році служив у військово-транспортній авіації, пройшов шлях до командира ескадрильї 117-го військово-транспортного авіаполку. Учасник гасіння масивних лісових пожеж на Далекому Сході, анексії Криму, інтервенції в Сирію та операції ОДКБ в Казахстані.
23 червня 2022 року літак Іл-76МД під командуванням Петрушина вирушив у навчальний політ за маршрутом Оренбург-Рязань-Бєлгород. Після дозаправки на авіабазі Дягілево біля Рязані 24 червня о 3:05 літак злетів, щоб продовжити політ, проте відразу після зльоту спалахнув один з турбореактивних літаків. Петрушин вирішив здійснити вимушену посадку на ґрунт. О 3:18 Іл-76МД здійснив жорстку посадку за 5 кілометрів від бази, при цьому літак пошкодив лінію електропередачі і був частково зруйнований. 3 членів екіпажу (включаючи Петрушина) загинули відразу, 2 померли в лікарні, решта 5 були поранені. 26 червня Петрушин був похований в Пригородному.

## Нагороди
Отримав численні нагороди, серед яких:
- Медаль Нестерова
- Медаль «За військову доблесть» 2-го і 1-го ступеня
- Медаль «За відзнаку у військовій службі» 3-го і 2-го ступеня (15 років)
- Медаль «100 років Військово-повітряним силам»
- Медаль «За повернення Криму»
- Медаль «Учаснику військової операції в Сирії»
- Подяка Президента Російської Федерації (2022)
- Звання «Герой Російської Федерації» (17 жовтня 2022; посмертно) —  «за мужність і героїзм, проявлені під час виконання військового обов'язку.» Інші члени екіпажу розбитого Іл-76МД були нагороджені орденами Мужності. 27 жовтня медаль «Золота зірка» була передана рідним Петрушина командувачем військово-транспортною авіацією генерал-лейтенантом Володимиром Бенедиктовим і губернатором Оренбурзької області Денисом Паслером.